# 萨伊斯
萨伊斯（法語：Saïx，法語發音：[sajs]）是法国奥克西塔尼大区塔恩省的一个市镇，位于该省南部，属于卡斯特尔区，同时也是索尔-阿古河市镇公共社区的办公驻地。

## 地理
萨伊斯（43°34'53"N, 2°11'3"E）面积13.79 平方千米，位于法国奧克西塔尼大區塔恩省，该省份为法国南部内陆省份，北起顺时针与阿韦龙省、埃罗省、奥德省、上加龙省和塔恩-加龙省接壤。
与萨伊斯接壤的市镇（或旧市镇、城区）包括：索尔河畔康布内、卡斯特爾、弗雷日维尔、纳韦斯、塞马朗斯、维维耶莱蒙塔涅。

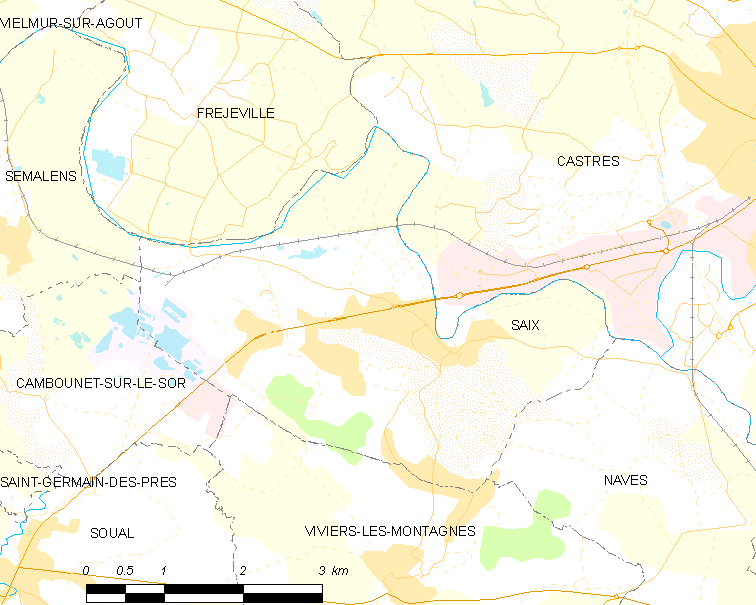
萨伊斯的OSM定位图

萨伊斯的时区为UTC+01:00、UTC+02:00（夏令时）。

## 行政
萨伊斯的邮政编码为81710，INSEE市镇编码为81273。

## 政治
萨伊斯所属的省级选区为勒帕斯泰勒县。

## 人口

1962-2008年间萨伊斯人口变化图示

萨伊斯于2022年1月1日时的人口数量为3714人。